# インディアンウェルズ
インディアンウェルズ（Indian Wells）は、アメリカ合衆国カリフォルニア州のリバーサイド郡にある都市。人口は4,860人（2022年推計）。コーアチェラ・バレーに位置する。

## 概要
富裕層の高齢者を顧客として建設された計画都市である。民間調査会社NICHEの2025年のデータでは、市内の平均住宅価格は約1.5億円だった。
テニスのメッカとして有名であり、BNPパリバ・オープンという名称で知られるインディアンウェルズマスターズを主催している。BNPパリバ・オープンは男子プロテニス協会によって開催される、9つの高水準なトーナメントの内の1つATPワールドツアー・マスターズ1000と、女子テニス協会によって開催される、4つのWTAプレミアトーナメント (プレミア・マンダトリー) の内の1つ。インディアンウェルズマスターズはインディアンウェルズテニスガーデン（w:Indian Wells Tennis Garden）のスタジアムで開催される。

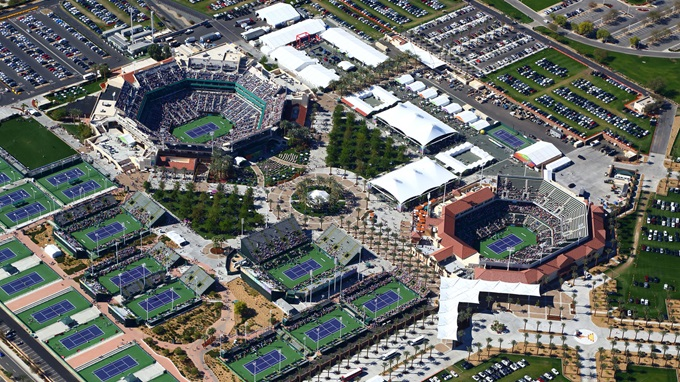
インディアンウェルズ テニスガーデン

## 歴史
地名は、街道を行く旅人に水を提供する井戸（well）があったことに由来している。幾つかのデーツ農場があるだけの荒涼とした土地だった。リゾート開発が始まったのは1950年代である。1967年に法人化し「インディアンウェルズ市」が誕生した。

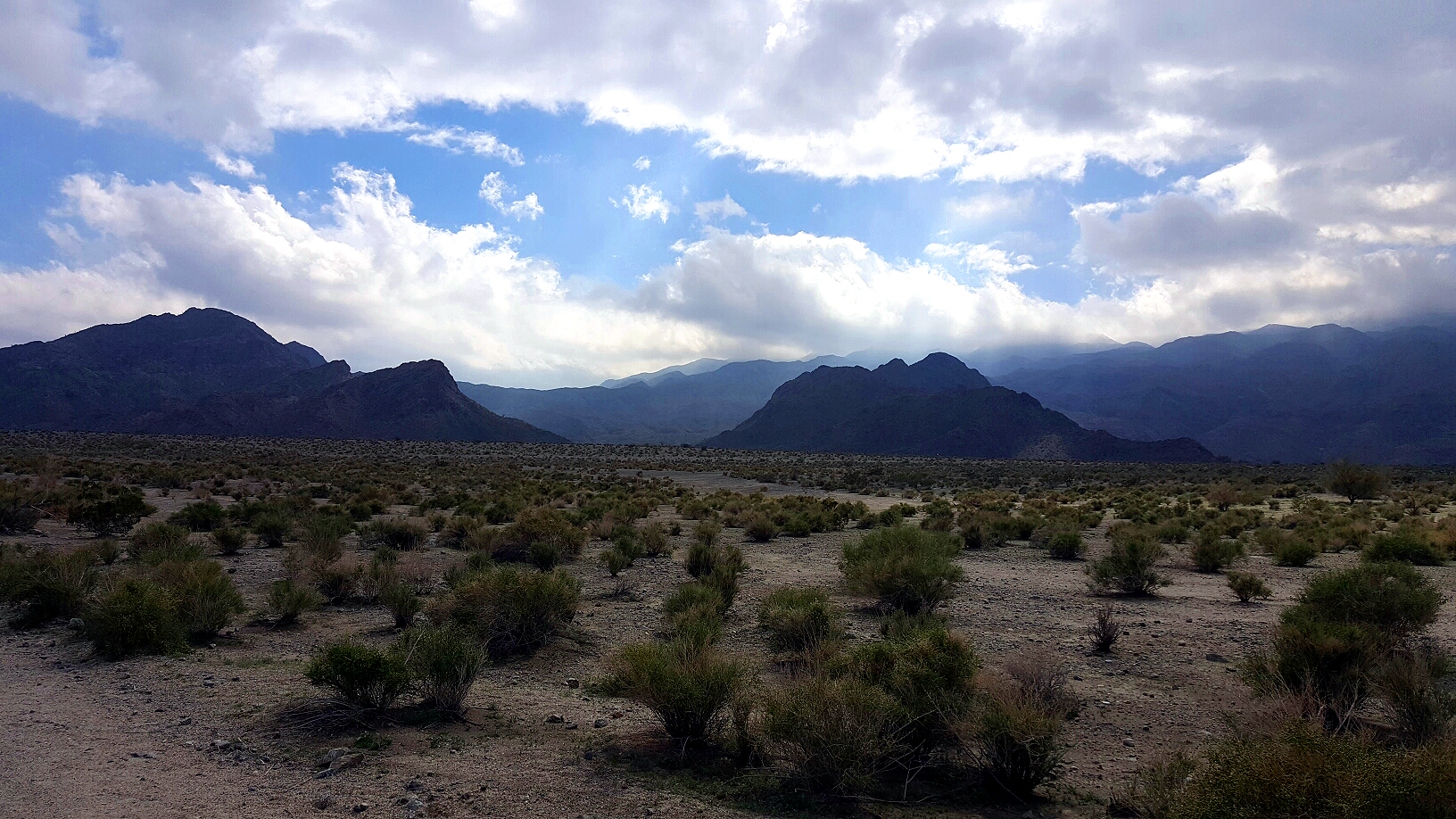
郊外の風景

## 人口統計

### 2010年
2010年の米国国勢調査では、インディアンウェルズの人口は4,958人と報告されている。
人口密度 は1mi2につき339.8人（131.2/km2）。
インディアンウェルズの人種構成は、白人4,721人（95.2%）、アフリカ系アメリカ人29人（0.6%）、アメリカインディアン20人（0.4%）、アジア人83人（1.7%）、太平洋島民2人（0.0%）、他の人種52人（1.0%）と混血またはそれ以上の人種51人（1.0%）。ヒスパニックまたはラテンアメリカ系の人種は209人（4.2%）で構成されている。
4,952人（人口の99.9%）が家庭に住み、6人（0.1%）が非公共団体宿舎に住み、施設に収容された人数は0人（0%）という結果になっている。
2,745 の家庭の内、18歳以下の子供と一緒に住んでいない家庭は193（7.0%）、結婚して一緒に住んでいる家庭が1、519（55.3%）、夫がいない妻だけの家庭が85 (3.1%) 、妻がいない夫だけの家庭が46 (1.7%) 、結婚していない異性同士は85（3.1%）、結婚した同性同士、またはカップルは36（1.3%）、単身世帯944（34.4%）、65歳以上の年齢での単身世帯数は690（25.1%）となっている。
都市の家庭平均人数は1.80人。
家族は1650（60.1%は家庭）あり、家族平均人数は2.22人、18歳未満は310人（6.3%）、18〜24歳は76人（1.5%）、25〜44歳は283人（5.7%）、45〜64歳は558人（31.4%）で65歳以上の年齢は2,731人（55.1%）となり、66.7歳が年齢の中央値になっている。
男女比を見ると女性100人対して男性84.6人、18歳以上の男女比は女性100人に対して男性84.2人。
1mi2あたり352.1（135.9/km2）の平均密度に住宅が5,137軒、そのうち持ち家は2,285軒 (83.2%)、賃貸は460軒（16.8%）となっている。
自己所有住宅の空家率は5.1%、賃貸空室率は15.4%。
持家住宅で暮らす人数は4,251人（人口の85.7%）、賃貸住宅で暮らす人数は701人（14.1%）と報告されている。

## 地理と気候
インディアンウェルズは北緯33度42分57秒 西経116度20分28秒 / 北緯33.71583度 西経116.34111度 (33.715755, -116.341109)に位置している。
米国国勢調査局によると、都市は14.6mi2（38km2）の総面積を持つ。14.3mi2（37km2）は陸地、0.3mi2（0.78km2）（1.85%）は水地域。
インディアンウェルズはコーアチェラ・バレー の西側に位置しており、北はサンバーナディーノ山脈、南はサンタロサ山脈 (カリフォルニア州) 、西はサンジャシント山脈 、東はリトルサンバーナディーノ山脈 によって囲まれている。
1年の354日は日が差し、雨の日は少なく、降水量は150mm以下となっている。
冬の平均最高気温は70°F (21.5℃)、平均最低気温は40°Fの中頃 (7.5℃)、夏は乾燥した砂漠熱によって100°F (42℃)を上回る気温になっている。
月ごとの平均気温：
| インディアンウェルズの気候 | インディアンウェルズの気候 | インディアンウェルズの気候 | インディアンウェルズの気候 | インディアンウェルズの気候 | インディアンウェルズの気候 | インディアンウェルズの気候 | インディアンウェルズの気候 | インディアンウェルズの気候 | インディアンウェルズの気候 | インディアンウェルズの気候 | インディアンウェルズの気候 | インディアンウェルズの気候 | インディアンウェルズの気候 |
| 月                         | 1月                        | 2月                        | 3月                        | 4月                        | 5月                        | 6月                        | 7月                        | 8月                        | 9月                        | 10月                       | 11月                       | 12月                       | 年                         |
| -------------------------- | -------------------------- | -------------------------- | -------------------------- | -------------------------- | -------------------------- | -------------------------- | -------------------------- | -------------------------- | -------------------------- | -------------------------- | -------------------------- | -------------------------- | -------------------------- |
| 平均最高気温 °F （°C）     | 71 (22)                    | 76 (24)                    | 81 (27)                    | 87 (31)                    | 94 (34)                    | 103 (39)                   | 107 (42)                   | 106 (41)                   | 102 (39)                   | 92 (33)                    | 80 (27)                    | 72 (22)                    | 89 (32)                    |
| 平均最低気温 °F （°C）     | 42 (6)                     | 47 (8)                     | 52 (11)                    | 59 (15)                    | 65 (18)                    | 73 (23)                    | 78 (26)                    | 78 (26)                    | 72 (22)                    | 62 (17)                    | 48 (9)                     | 41 (5)                     | 60 (16)                    |
| [ 要出典 ]                 |                            |                            |                            |                            |                            |                            |                            |                            |                            |                            |                            |                            |                            |

## 政治
インディアンウェルズは、カリフォルニアの都市の中で共和党の有権者が2番目に高く65.1％で3027人。民主党の有権者が19.5％、無回答が12.2％となっている。
カリフォルニア州議会で、インディアンウェルズは第28選挙区から共和党のビル・エマーソン（w:Bill Emmerson）、第42州議会下院議員選挙区から共和党のブライアン・ネスタンデ（w:Brian Nestande）が選出されている。連邦のカリフォルニア州第36議員選挙区（w:California's 36th congressional district） からは共和党のラウル・ルイス（Raul Ruiz）が選出されている。クック党派投票指数は共和党 +3となっている。

## 関係者
- ドワイト・D・アイゼンハワー - アメリカ合衆国大統領、別荘がありゴルフを楽しんだ。
- デジ・アーナズ - 歌手と俳優、1957年にインディアン・ウェルズ・リゾートホテル（デシ・アナーズ・ウェスタン・リゾート）の開発[8]
- アーネスト・E・デブス （w:Ernest E. Debs）- ロサンゼルス市議会委員、ロサンゼルス郡政執行委員
- ドン・フェアーフィールド （w:Don Fairfield）- ゴルファー
- コレーン・ヒュークニス（w:Colleen Kay Hutchins）- 前ミス・アメリカ
- リチャード・M・ジェニングス （w:Richard M. Jennings）- アメリカ軍士官、ビジネスマン
- ロバート・カーダシアン- 弁護士
- アーサー・レイク（Arthur Lake）- 俳優
- W. ハワード・レスター （w:W. Howard Lester）- ビジネスマン
- チャールス・ピーブラー（w:Charles Peebler）- 広告会社役員
- チャールス・H・プライスII世 （w:Charles H. Price II）- ビジネスマン、大使
- トミー・シェパード（w:Tommy Shepard）- トロンボーンニスト、オーケストラリーダー
- アーニー・ヴァンデウェゲ （w:Ernie Vandeweghe）- 物理学者、アメリカ空軍パイロット、バスケットボールプレイヤー、コレーン・ヒュークニス（w:Colleen Kay Hutchins）の夫
- サム・B・ウィリアムズ - 発明家、ビジネスマン
- ジョン・ウィルソン（英語版） - ゴルファー